# Antolín Faraldo Asorey
Antolín Faraldo Asorey (Betanzos, 2 de setembre de 1823 - Granada, 20 de juny 1853) va ser un escriptor i periodista gallec, i un dels pares del moviment provincialista gallec de la primera meitat del segle xix.

## Biografia
Natural de Betanzos, Antolín era fill de Feliciano Vicente Faraldo i de Francisca Asorey Canda. El seu pare era un actiu defensor de l'absolutisme, aspecte que va influir decisivament en la seva ideologia. Va estudiar, malgrat els greus problemes econòmics que sofria la seva família després de la defunció de la seva mare, en la Universitat de Santiago de Compostel·la, obtenint el grau de Batxiller en Medicina l'octubre de 1842. Era un gran apassionat de la història i de la lectura, així com un jove implicat amb els problemes del seu temps, formant part de múltiples moviments i associacions públiques de l'època. En 1842 s'incorpora com periodista al periòdic El Recreo Compostelano, que dirigiria Antonio Neira de Mosquera, i del que aviat es convertiria en redactor principal emprant el pseudònim d'Abenhumeya. Entre febrer i octubre de 1845 funda i dirigeix, juntament amb José Rúa Figueroa i Antonio Romero Ortiz, la revista El Porvenir. Aquesta revista, el subtítol de la qual era Revista de la Juventud Gallega, i que en la seva capçalera resava Todo para Galicia, serveix a Faraldo de plataforma per a exposar el seu model polític de Galícia, sempre mantenint una línia liberal i regionalista.

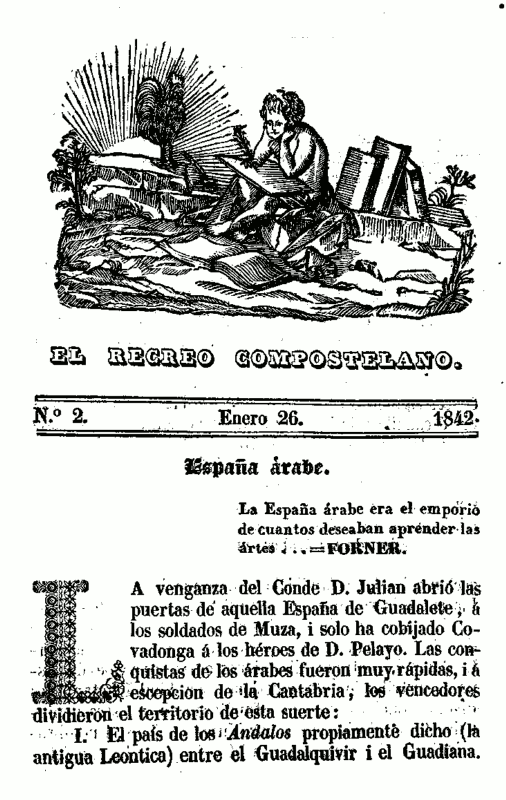
Portada del num. 2 d'"El Recreo Compostelano". 26/01/1842

Aquest model es veuria plasmat amb la seva participació en l'anomenada revolució de 1846, per a la qual redacta el 15 d'abril de 1846 la proclama de constitució de la Junta Provisional de Govern de Galícia, de la qual era secretari. Fracassat l'intent de revolució, el 26 d'abril d'aquest mateix any es veu obligat a exiliar-se a Portugal, al costat d'altres companys, a bord del vaixell Nervión. El 8 de setembre és condemnat en rebel·lia per aixecament, si bé a l'any següent assoliria l'amnistia, instal·lant-se a Madrid. Allí dirigirà durant un breu període la publicació La Europa, per a perdre's després la seva pista històrica fins a la seva defunció a Granada, a la primerenca edat de trenta anys.

## Pensament polític
Amb una Galícia en crisi degut, principalment, a l'intens centralisme aplicat per la monarquia borbònica, la visió provincialista de Faraldo li va suposar ser reconegut per autors com Manuel Murguía com "el primer i el millor" dels precursors del Rexurdimento (en Los precursores, de 1865). El pensament de Faraldo pot resumir-se en el següent paràgraf, extret de la proclama de constitució de la Junta Provisional de Govern de Galícia:
| « | Galícia, arrossegant fins aquí una existència oprobiosa, convertida en una veritable colònia de la cort, s'aixecarà de la seva humiliació i abatiment. Aquesta Junta, amiga sincera del país, es consagrarà constantment a engrandir l'antic regne de Galícia, donant profitosa direcció als nombrosos elements que atresora en el seu si, aixecant els fonaments d'un avenir de glòria. Per a aconseguir-lo s'esforçarà constantment a fomentar interessos materials, crear costums públics, obrir les fonts naturals de la seva riquesa, decrépita fundada sobre la ignorància. Despertant el poderós sentiment de provincialismo, i encaminant á una sola fi tots els talents i tots els esforços, arribarà á conquistar Galícia la influència que és mereixedora, col·locant-se en l'alt lloc a què està cridat l'antic regne dels sueus. | » |

A través de les publicacions en les quals hi col·laborava, Faraldo pretenia generar en la joventut gallega de l'època una consciència de la problemàtica gallega, i ho feia basant-se en el engrandecimiento del seu història, sens dubte influenciat pel naixent esperit romàntic. En les seves pròpies paraules, entenia que a mesura que Galícia sigui més coneguda serà més respectada i admirada. No obstant això, el fracàs de la Revolució de 1846 i el seu posterior exili van truncar les seves il·lusions polítiques, que ja no es plasmaran en els textos per ell escrits des d'aquest moment i fins a la seva defunció.